# Africa (Saint-Saëns)
Fantaisie pour piano
Pour les articles homonymes, voir Africa.
Africa, op. 89, est une pièce concertante pour piano et orchestre composée en 1891 par Camille Saint-Saëns. 

## Présentation
La composition d'Africa, fantaisie pour piano avec accompagnement d'orchestre, est achevée le 1er avril 1891 au Caire.
La partition de Saint-Saëns est destinée et dédiée à la pianiste Marie-Aimée Roger-Miclos. Outre la version originale pour piano avec accompagnement orchestral, l'auteur réalise une version de la pièce pour piano seul ainsi qu'une version pour deux pianos, toutes publiées par Durand en 1891.
La création de l’œuvre se déroule le 25 octobre 1891 au théâtre du Châtelet, par la dédicataire au piano accompagnée des Concerts Colonne, sous la direction d'Édouard Colonne,. 

## Instrumentation
L'instrumentation de l'accompagnement orchestral nécessite :
| Instrumentation d'Africa                                             |
| Bois                                                                 |
| 2 flûtes, 2 hautbois, 2 clarinettes, 2 bassons                       |
| Cuivres                                                              |
| 2 cors, 2 cornets, 3 trombones                                       |
| Percussions                                                          |
| timbales, triangle, cymbales                                         |
| Cordes                                                               |
| premiers violons, seconds violons, altos, violoncelles, contrebasses |

## Structure et analyse

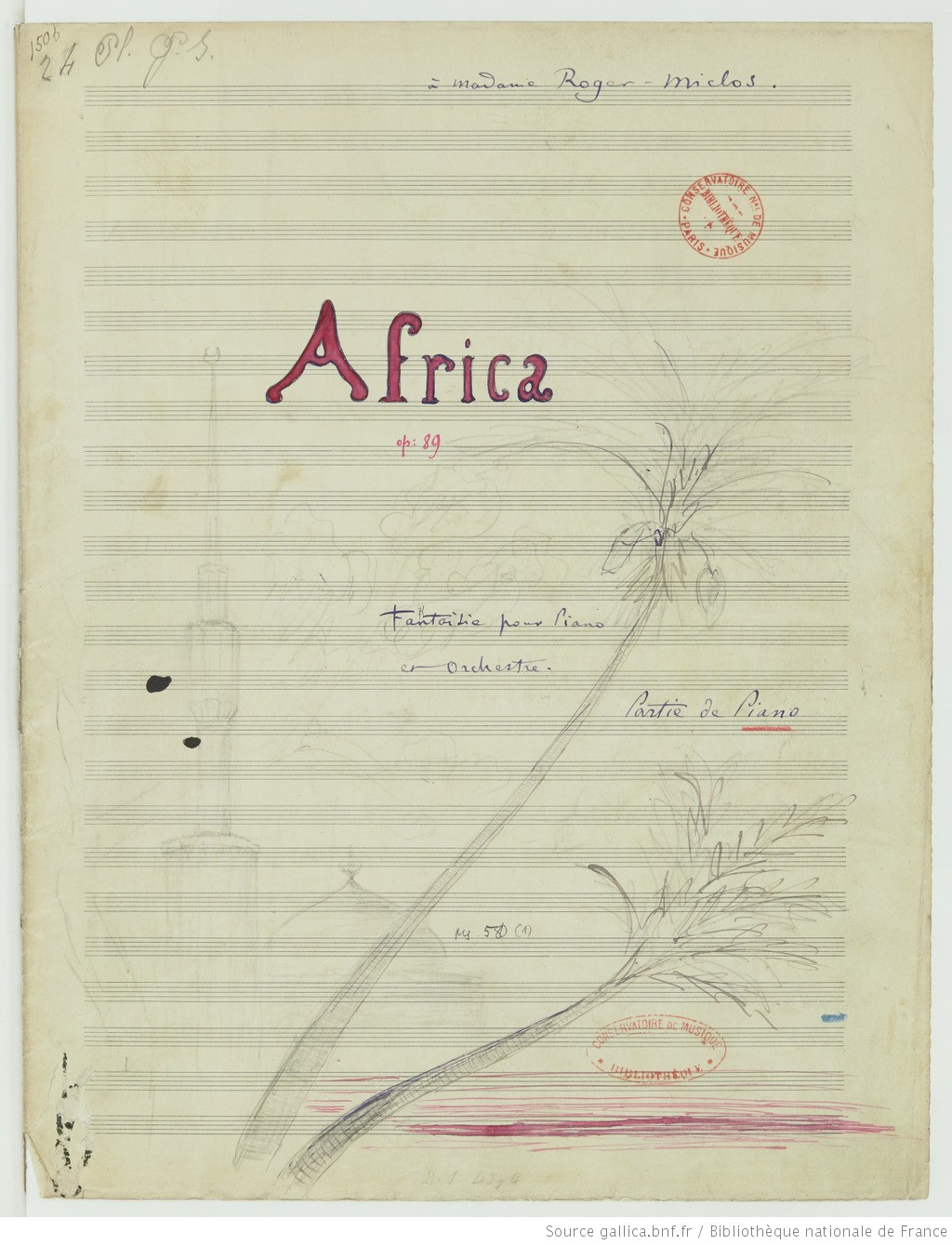
Manuscrit autographe de la page de titre de la partie de piano solo.

L’œuvre, d'une durée moyenne d'exécution de onze minutes environ, comprend 594 mesures, Molto allegro, à 
, puis Andantino espressivo, à 
, notamment.
Jean Gallois relève que « quatre motifs, aisément mémorisables, sous-tendent cette rapsodie énergique et libre. Le premier, en sol mineur, s'impose par sa métrique heurtée, tandis que le second, en mi bémol, se fait plus expressif. Après leur opposition en style de variation, un troisième élément apparaît, en sol majeur, sautillant et léger, progressant aux côtés du quatrième, sorte de marche rythmée qui, pour la conclusion, facilitera le retour du dessin initial ». Le musicologue énumère également les quelques effets orientalisants de la pièce : « demi-tons, secondes augmentées, modes à quinte diminuée, ostinatos répétés ».
Pour Alfred Cortot, « on serait tenté de voir dans ce morceau une réplique, moins pittoresque et moins savoureuse, quoique — ou parce que — inclinée vers une virtuosité plus active, de certains passages du Concerto Egyptien. Même souci d'extériorité dans le choix des thèmes, qui ne sont orientaux que de seconde main ; identité de leur contour mélodique qui va parfois jusqu'à l'utilisation d'un motif commun aux deux œuvres ; analogie des rapports de timbres entre le piano et l'orchestre ».
Africa porte le numéro d'opus 89 et, dans le catalogue des œuvres du compositeur établi par la musicologue Sabina Teller Ratner, le numéro 204.

## Discographie
- Saint-Saëns: The complete works for piano and orchestra, CD 2, Stephen Hough (piano), City of Birmingham Symphony Orchestra, Sakari Oramo (dir.), Hyperion 67331/2, 2001.
- Saint-Saëns: Piano Concerto No. 3, Rhapsodie d'Auvergne, Africa, Wedding Cake Waltz, Romain Descharmes (piano), Malmö Symphony Orchestra, Marc Soustrot (dir.), Naxos 8.573477, 2017.
- Camille Saint-Saëns Edition, CD 6, Jean-Philippe Collard (piano), Royal Philharmonic Orchestra, André Previn (dir.), Warner Classics 0190296746048, 2021[8],[9].